# Стефанопулос, Грегори
Гре́гори Н. «Грег» Стефано́пулос (греч. Γρηγόρης Ν. Στεφανόπουλος, англ. Gregory N. «Greg» Stephanopoulos; род. 10 марта 1950, Каламата, Пелопоннес, Греция) — американский учёный греческого происхождения, специалист в области химической технологии, пионер в сфере метаболической инженерии и биотехнологии. Профессор Массачусетского технологического института (MIT), а в прошлом — Калифорнийского технологического института и Миннесотского университета. Заведующий лабораторией метаболической инженерии при MIT. Бывший президент Американского института инженеров-химиков (2016). Преподаватель Гарвардской медицинской школы (с 1997 года). Член Национальной инженерной академии США (2003), Американской ассоциации содействия развитию науки (2005) и Американского химического общества, почётный доктор Датского технического университета (2005) и Афинского национального технического университета (2014), член-корреспондент Афинской академии наук (2011) и действительный член Американской академии микробиологии (2013), член совета директоров и специальный советник президента Группы греческих учёных Бостона (2014—н. в.). Имеет h-индекс равный 97 и был процитирован более 36 020 раз. Лауреат медали Джона Фрица (2013) и Премии от Фонда Эрика и Шейлы Самсонов (2016, совместно с Меркуриосом Канадзидисом). Супруг учёного Марии Флитзани-Стефанопулос.

## Биография
Родился и вырос в Греции.
Окончил Афинский национальный технический университет со степенью бакалавра естественных наук (1973), Флоридский университет со степенью магистра естественных (1975) и Миннесотский университет со степенью доктора философии (1978). Все учёные степени в области химической технологии.
Ассистент-профессор (1978) и ассоциированный профессор (1978—1985) Калифорнийского технологического института, профессор Массачусетского технологического института (с 1985 года), ассоциированный директор Биотехнологического центра MIT (1990—1997).
Автор многочисленных статей в рецензируемых научных журналах.
Лауреат ряда наград и премий.

## Научные интересы
Биотехнология, биоинформатика, биоинженерия, метаболическая инженерия, биохимическая инженерия.

## Публикации

### Книги
- H. W. Blanch, E. T. Papoutsakis and Gregory Stephanopoulos, (eds.) Foundations of Biochemical Engineering, Kinetics and Thermodynamics of Biological System. ACS Symposium Series, 207 (1983)
- M. N. Karim and G. Stephanopoulos (eds.). Modelling and Control of Biotechnical Processes. IFAC Symposia Series No. 10, Proceedings of the 5th Int. Conf. of Computer App. in Ferm. Tech., Keystone, CO, 29 March — 2 April 1992, Pergamon Press (1992)
- G. Stephanopoulos (ed.), Bioprocessing, Vol. 3 of Biotechnology, H. J. Rehm, G. Reed, A. Puhler, P. Stadler (series eds.), VCH, Weinheim (1993)
- G. Stephanopoulos, Jens Nielsen, and A. Aristidou. Metabolic Engineering. Principles and Methodologies. Academic Press (1998)
- G. Stephanopoulos (ed.) Proceedings of the 1st Conference on Metabolic Engineering. Special Issue, Biotechnology & Bioengineering, Issues 2 & 3, (1998)
- Isidore Rigoutsos and G. Stephanopoulos (eds.), Systems Biology. Volume 1 and 2, Oxford University Press, (2006)

### Избранные статьи
- Gregory Stephanopoulos, R. Aris, A. G. Fredrickson. «A stochastic analysis of the growth of competing microbial populations in a continuous biochemical reactor», Mathematical Biosciences 45, 99-135, (1979).
- Gregory Stephanopoulos, R. Aris, A. G. Fredrickson. «The growth of competing microbial populations in a CSTR with periodically varying inputs», AIChE Journal 25, 863—872, (1979).
- G. Stephanopoulos, A. G. Fredrickson. "«Coexistence of Photosynthetic Microorganisms with Growth Rates Depending on the Spectral Quality of Light», Bulletin of Mathematical Biology 41, 525—542, (1979).
- G. Stephanopoulos, A. G. Fredrickson. «The Effect of Spatial Inhomogeneities on the Coexistence of Competing Microbial Populations», Biotechnology and Bioengineering 21, 1491—1498, (1979).
- Rahul Singhvi, Amit Kumar, Gabriel P. Lopez, Gregory N. Stephanopoulos, D. I. Wang, George M. Whitesides, Donald E. Ingber «Engineering cell shape and function», Science, 264(5159), 696—698, (1994).
- Hal Alper, Curt Fischer, Elke Nevoigt, Gregory Stephanopoulos. «Tuning genetic control through promoter engineering», Proceedings of the National Academy of Sciences, 102(36), 12678, (2005).
- Parayil Kumaran Ajikumar, Wen-Hai Xiao, Keith E. J. Tyo, Yong Wang, Fritz Simeon, Effendi Leonard, Oliver Mucha, Too Heng Phon, Blaine Pfeifer, Gregory Stephanopoulos. «Isoprenoid pathway optimization for Taxol precursor overproduction in Escherichia coli», Science, 330(6000), 70-74, (2010).
- Christian M Metallo, Paulo A. Gameiro, Eric L. Bell, Katherine R. Mattaini, Juanjuan Yang, Karsten Hiller, Christopher M Jewell, Zachary R Johnson, Darrell J. Irvine, Leonard Guarente, Joanne K. Kelleher, Matthew G. Vander Heiden, Othon Iliopoulos, Gregory Stephanopoulos. «Reductive glutamine metabolism by IDH1 mediates lipogenesis under hypoxia», Nature, 481(7381), 380, (2012).